# Красная Слобода (Алтайский край)
Красная Слобода — село в Кулундинском районе Алтайского края. Входит в состав Константиновского сельсовета.

## История
Основано в 1909 году. В 1928 г. посёлок Красная Слобода состоял из 128 хозяйств, в составе Белоцерковского сельсовета Славгородского района Славгородского округа Сибирского края. Колхоз «Путь к коммунизму». С 1957 г. отделение совхоза «Победа».

## Население
В 1928 году в посёлке проживало 602 человека (292 мужчины и 310 женщин), основное население — украинцы. По переписи 1959 г. в селе проживало 210 человек (91 мужчина и 119 женщин).
| 1997 | 1998 | 1999 | 2000 | 2001 | 2002 | 2003 |
| ---- | ---- | ---- | ---- | ---- | ---- | ---- |
| 142  | ↘130 | ↘126 | →126 | ↘120 | ↗124 | ↘122 |
| 2004 | 2005 | 2006 | 2007 | 2008 | 2009 | 2010 |
| ↗133 | ↘126 | ↗132 | ↘112 | ↘94  | ↗98  | ↘92  |
| 2011 | 2012 | 2013 |      |      |      |      |
| ↗93  | ↘88  | ↗93  |      |      |      |      |